# Valeri Chari
Valeri Piatrovitch Chari (em bielorrusso:  Валерый Петрович Шарый; 2 de janeiro de 1947, em Tchervien, voblast de Minsk) é um bielorrusso, campeão mundial e olímpico em halterofilismo, pela União Soviética.
Valeri Chari estabeleceu 13 recordes mundiais ao longo de sua carreira. Um no desenvolvimento (movimento-padrão abolido em 1973), quatro no arranque, três no arremesso e cinco no total combinado, dois no triplo levantamento (desenvolvimento+arranque+arremesso) e três no duplo levantamento (arranque+arremesso), todos na categoria até 82,5 kg. Seus recordes foram:
Desenvolvimento
- 178,0 kg, Erevan, 1971

Arranque
- 156,5 kg, Riga, 1972
- 158,5 kg, Riga, 1972
- 160,5 kg, Donetsk, 1972
- 165,5 kg, Vilna, 1972

Arremesso
- 203,0 kg, Zaporójia, 1975
- 203,5 kg, Vilna, 1975
- 204,5 kg, Tula, Rússia, 1975

Total combinado
no triplo levantamento:
- 510,0 kg, Erevan, 1971
- 522,5 kg, Moscou, 1972
- 527,5 kg, Moscou, 14 de maio de 1972 (depois não mais superado devido a abolição do desenvolvimento)

no duplo levantamento
- 365,0 kg, Vilna, 1975
- 367,5 kg, Tula, Rússia, 1975